# 青木ハヤト
青木 ハヤト（あおき ハヤト、9月23日 - ）は、日本の漫画家。栃木県出身、埼玉県在住。

## 来歴
東京電機大学中退。吉崎観音やえすのサカエのアシスタントを経てデビュー。吉崎のアシスタント時代には『ケロロ軍曹』単行本15 - 16巻までの仕上げを担当。
2007年より複数の読切作品を発表後、2007年末から2009年にかけて『月刊少年エース』にテレビアニメ『マクロスF』の漫画版を連載。小太刀右京の小説版『マクロスフロンティア』『劇場版マクロスF』でも挿絵を担当した。
『月刊少年エース』2010年12月号よりオリジナル作品「トラウマ量子結晶」を連載。

## 作風
比較的、平面的で角ばった絵柄が特徴。一部で、吉崎の影響を受けている場面もある。それゆえ、担当編集者には「君の描く女の子には柔らかさがない。水無月すうさんを見習え」と言われていた。また、自画像や一部コメントを吉崎と似たものにしている。

## 人物
趣味は自身運営のサイトによれば絵を描くこと、プラモデルを作ること、アニメのEDの原画を見ること。プラモデルにはかなりの金銭を注ぎ込んでおり、ブログでもその話題が多い。
誕生日の9月23日は秋分の日で学校が休みだったため、家族以外は当日に祝ってくれる人がおらず、トラウマであると述べている。
サイト開設から2011年11月までは、ほぼ毎月ホームページの日記を更新していたが、ツイッターにハマって以降は滞っている。2012年は1-3、6月のみ更新している。

## 作品リスト

### 連載作品
- マクロスF（原作 - 河森正治・スタジオぬえ/テレビアニメ『マクロスF』より[注釈 1]、『月刊少年エース』〈角川書店〉、全5巻）
- トラウマ量子結晶（『月刊少年エース』〈角川書店〉、全7巻）
- 高機動無職ニーテンベルグ（『月刊少年エース』〈角川書店BC・KADOKAWA〉、全5巻）
- 恋愛戦士シュラバン（『月刊少年エース』〈KADOKAWA〉、全3巻）
- SDガンダム ザ・ラストワールド ステージEX02・ステージFINAL（矢立文庫 2018年5月29日 - 2019年1月25日）
- シキザクラ（『月刊アクション』〈双葉社〉2021年2月号[1] - 2023年1月号[2]、全4巻）

### 読み切り
- アンテナセレナーデ（『月刊少年エース』〈角川書店〉、2007年8月号）
- 機動召使ガンメイド（『エースアサルト 2007 SUMMER』〈角川書店〉、2007年7月10日発売号）
- メテオ・スイーパー・ガールズ（『エースアサルト2007 WIMTER』〈角川書店〉、2007年11月14日発売号）
- モノリスクロニクル（『ヤングエース』〈角川書店〉、2010年7月号）

### アンソロジーコミック
- 涼宮ハルヒの大戦（原作 - 谷川流・キャラクター原案 - いとうのいぢ/小説『涼宮ハルヒの憂鬱』より、『涼宮ハルヒの祝祭』〈角川書店〉収録）

### 小説挿絵
- マクロスフロンティア（著 - 小太刀右京/原作 - 河森正治・スタジオぬえ、角川スニーカー文庫刊）挿絵 ※江端里沙と共作

## 師匠
- 吉崎観音
- えすのサカエ